# Pipiza nigripilosa
Pipiza nigripilosa là một loài ruồi trong họ Ruồi giả ong (Syrphidae). Loài này được Williston mô tả khoa học đầu tiên năm 1887. Pipiza nigripilosa phân bố ở miền Tân bắc